# Kanady

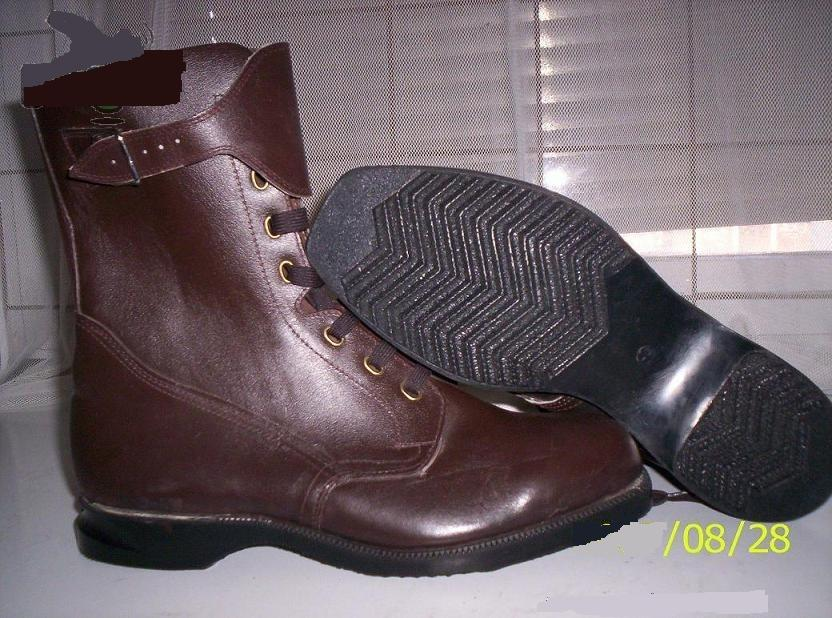
Kanady v maďarské armádě

Kanady jsou druhem nadkotníkové obuvi, nejčastěji zasahující až do půlky holení. Obuv bývá nejčastěji vyrobena z kůže či usně, a slouží především jako součást výstroje armádních či policejních jednotek. Podrážka bývá vyrobena z pryže nebo podobného gumového protiskluzového materiálu. Standardní české armádní kanady mají v zadní části podpatku vyfrézovánu i drážku na lyžařské vázání. Boty se uzavírají šněrováním, na holenní části s řemínky.
Jejich původ se odvozuje od bot kanadských dřevorubců: manžety s řemínky (spinka) v holenní části zabraňovala tkaničkám zamotat se do klestí – odtud název kanady. Název „kanady“ ovšem v českých zemích natolik zdomácněl, že je používán pro označení většiny druhů vysokých armádních bot, přestože již manžetu s řemínky v holenní části nemají.
Boty poskytují dobré mikroklima, jelikož díky své vysoké voděodolnosti a prodyšnosti udržují nohy v suchu a teple. Využívají se též jako pracovní, turistická či sportovní obuv, vhodná např. pro airsoft nebo paintball. Obuv se rozšířila také mezi českou mládež jako módní doplněk, zejména mezi zastánce punku a metalu v 90. letech 20. století.
V české armádě sloužily „kanady“ vz. 60, vz. 62 a vz. 72, kde číslo značí rok zařazení. Bojové boty (combat boot) tohoto typu sloužily i v jiných armádách, například US Army nebo francouzské armádě, kde se jim pro podobnost s americkou M43 říkalo Rangers (Chaussures Rangers MLE 1965), také v maďarské armádě.

## Druhy kanad
- kanady M1943, US Army
- kanady MLE 1965, francouzská armáda
- kanady vzor 60, černé ČSLA
- kanady vzor 62, hnědé důstojnické ČSLA
- kanady vzor 72, černé ČSLA
- slovenské poľné kanady vzor 2007
- a mnoho dalších…